# George Washington University
George Washington University (GW, GWU eller George Washington) är ett privat universitet i Washington D.C.. 
Universitetet grundades genom en congressional charter av kongressen 1821 under namnet The Columbian College in the District of Columbia. En av dem som förespråkade universitetets grundande var USA:s förste president George Washington, vilket förklarar universitetets nuvarande namn. 
George Washington University styrs av en styrelse samt en ordförande. Nuvarande ordförande är W. Russell Ramsey, som är känd som affärsentreprenör. Idag är universitetet med sina 25 000 studenter ett av de största i Washington D.C. Sex före detta studenter sitter för närvarande i senaten och tio sitter i representanthuset.